# Шеф свега
Шеф свега (дан. Direktøren for det hele) је данска комедија из 2006. коју је написао и режирао Ларс фон Трир.

## Радња
Власник ИТ компаније Равн жели да је прода. Али, годинама се претварао да прави шеф живи у Америци и да комуницира са особљем само путем мејла, и тако се све непопуларне одлуке могу приписати одсутном менаџеру, а све популарне директно њему. Али сада, будући купац инсистира да се лично упозна са великим шефом. У паници, власник ангажује пропалог, превише интелектуализирајућег глумца да прикаже овог имагинарног шефа, а глумац наставља да импровизује све своје реплике, на констернацију и купца и особља компаније, који коначно упознају свог сабласног шефа. 

## Улоге
| Улога               | Глумац/-ица        |
| ------------------- | ------------------ |
| Шеф свега/Кристофер | Јенс Албинус       |
| Равн - директор     | Петер Ганцлер      |
| Финур               | Фридрик Фридриксон |
| Интерпретер         | Бенедикт Ерлингсон |
| Лизе                | Ибен Хјејле        |
| Нале                | Хенрик Прип        |
| Хајди А.            | Миа Лихне          |
| Горм                | Каспер Кристенсен  |
| Мете                | Луиз Мирец         |
| Спенсер             | Жан-Марк Бар       |
| Кисер               | Софи Грабол        |
| Јакумсен            | Андерс Хове        |